# Marie-Louise von Österreich

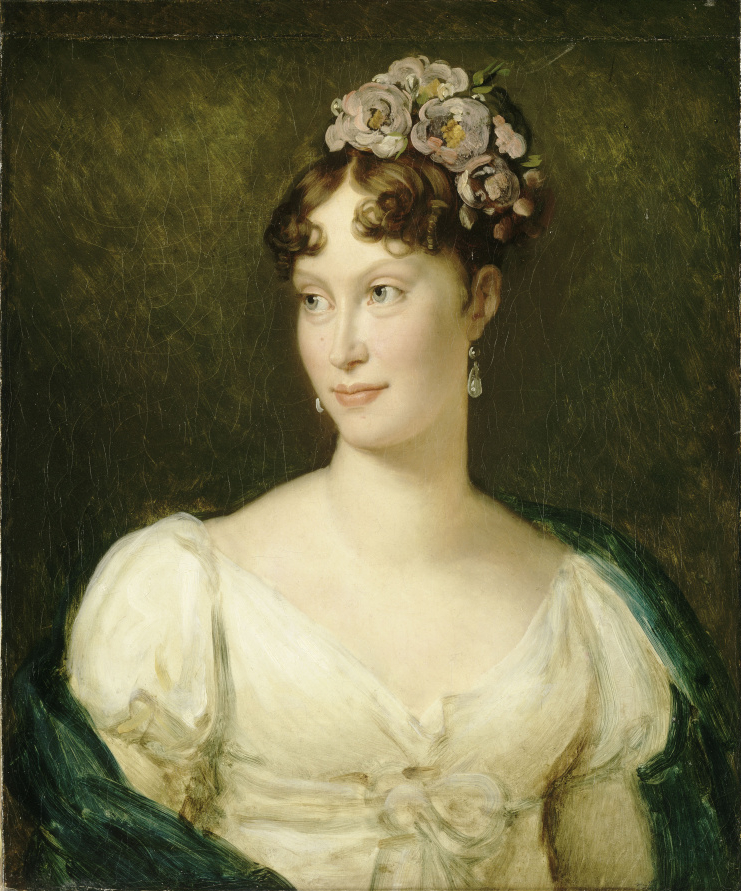
Marie-Louise von Österreich,
Porträt von François Gérard.

Marie-Louise von Österreich (* 12. Dezember 1791 in Wien; † 17. Dezember 1847 in Parma), eigentlich Maria Ludovica Leopoldina Franziska Therese Josepha Lucia, Erzherzogin von Österreich, ab 1817 auch Maria Luigia d’Asburgo-Lorena, Duchessa di Parma, Piacenza e Guastalla, war die Tochter von Maria Theresia von Bourbon-Sizilien und Franz II./I. und zweite Ehefrau Napoleons I.

## Leben

### Abstammung und Jugend

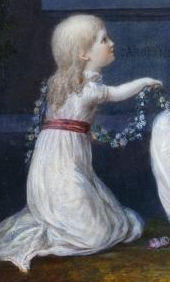
Marie-Louise, ca. 1795

Marie-Louise von Österreich gehörte dem Haus Habsburg-Lothringen an. Dieses war 1736 durch die Vermählung ihrer habsburgischen Urgroßmutter Maria Theresia von Österreich mit Franz I. von Lothringen begründet worden. Aus der kinderreichen Verbindung war auch Marie-Louises Großtante Marie-Antoinette hervorgegangen, die spätere französische Königin, die in der Französischen Revolution unter der Guillotine starb. Zum Zeitpunkt ihres Todes war Marie-Louise knapp zwei Jahre alt. Da Marie-Louises Großonkel Joseph II. kinderlos blieb, folgte ihm im Jahr 1790 als Erzherzog von Österreich und Kaiser des Heiligen Römischen Reiches Leopold II. nach, Marie-Louises Großvater. Durch dessen überraschend frühen Tod wurde ihr Vater Franz II. römisch-deutscher bzw. (ab 1804) als Franz I. österreichischer Kaiser. Marie-Louise hatte insgesamt zwölf Geschwister, zu denen auch Ferdinand I. gehörte, der spätere zweite österreichische Kaiser. Nicht zuletzt Marie-Louises sowohl auf König Ludwig XIV. von Frankreich als auch auf Kaiser Karl V. zurückgehende Ahnenreihe ließ sie für die späteren dynastischen Ambitionen Napoleons attraktiv erscheinen.
Mütterlicherseits war sie Enkelin Maria Karolinas von Österreich, väterlicherseits der spanischen Infantin Maria Luisa von Spanien, nach der sie benannt wurde. Ihre Eltern waren Cousins ersten Grades. Sowohl über ihre Mutter Maria Theresia von Neapel-Sizilien als auch über ihren Vater war sie Urenkelin von Maria Theresia und Franz I. sowie des spanischen Königspaares Karl III. und Maria Amalia. Diese vier Personen waren ihre zweifachen Urgroßeltern.
Im Alter von 15 Jahren verlor sie ihre Mutter. Ein Jahr später, am 6. Januar 1808, heiratete ihr Vater Maria Ludovika Beatrix von Österreich. Diese Ehe blieb aufgrund einer Krankheit Ludovikas kinderlos. In vierter Ehe heiratete er am 10. November 1816 in Wien Prinzessin Karoline Auguste von Bayern (1792–1873), Tochter König Maximilians I. Diese Ehe blieb ebenfalls kinderlos.

### Erste Ehe mit Napoleon

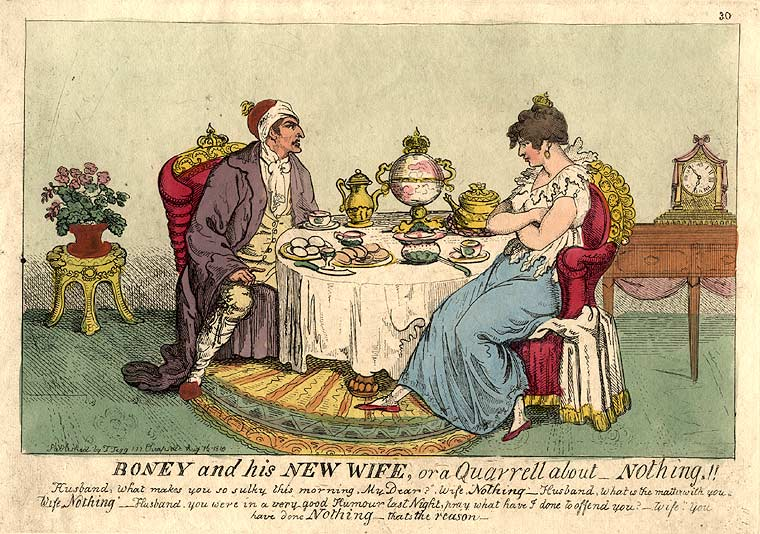
Thomas Rowlandson: Karikatur über die Ehe Napoleons und Marie-Louise: Boney and his New Wife, or a Quarrell about Nothing, 1810

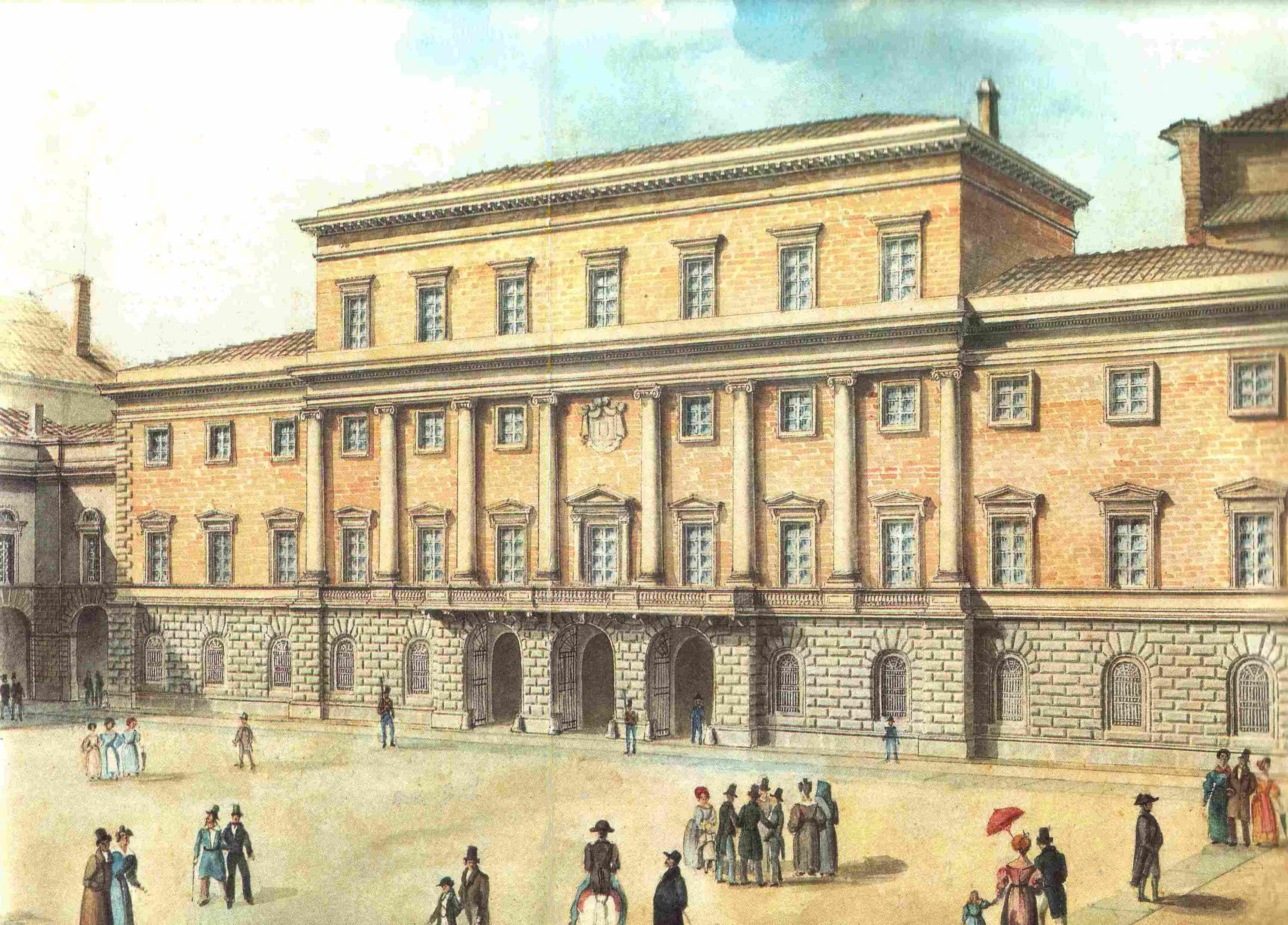
Palazzo Ducale Parma

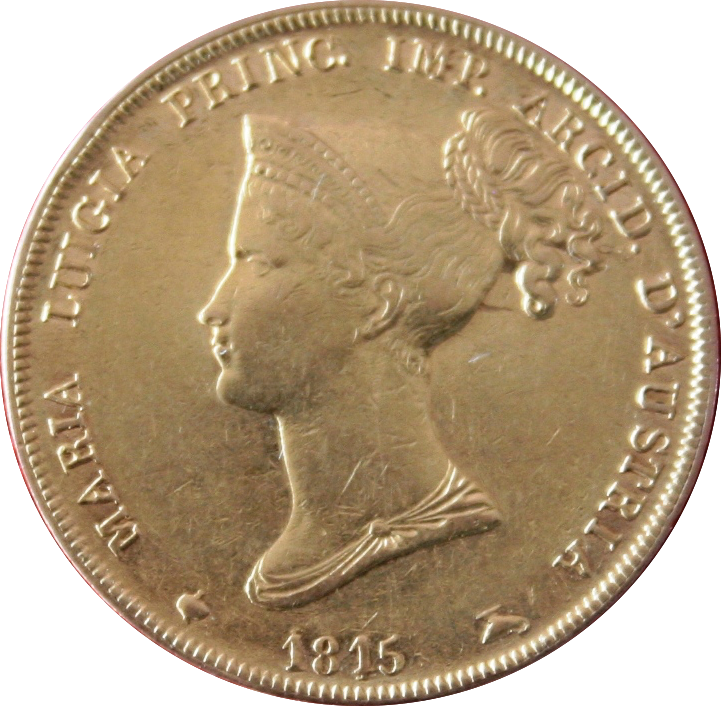
40-Lire-Goldmünze von Marie-Louise von 1815

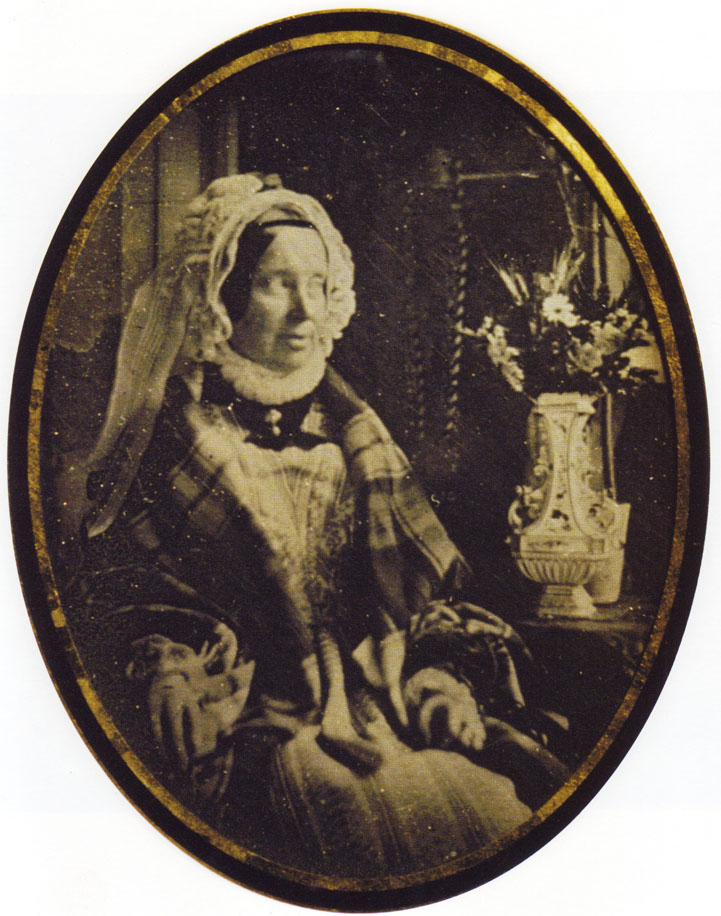
Daguerreotypie von Marie-Louise als Herzogin von Parma, kurz vor ihrem Tod (um 1847)

Im Jahr 1810 wurde Marie-Louise mit dem französischen Kaiser Napoleon verheiratet. Napoleons erste Ehe mit Joséphine de Beauharnais war daran gescheitert, dass aus dieser kein Thronfolger hervorgegangen war. Außerdem hoffte Napoleon, mit der Heirat Österreich bündnispolitisch an sich binden zu können. Leidtragende war Marie-Louise selbst, denn seit Jahren verabscheute sie Napoleon, der ihren geliebten Vater mehrmals militärisch gedemütigt hatte. Sie besaß sogar eine nach Napoleon benannte Puppe, an der sie ihren Zorn über den Antichrist, wie sie ihn nannte, abreagierte. Außerdem hatte sie sich bereits in jungen Jahren in Erzherzog Franz von Modena-Este verliebt, einen Bruder ihrer Stiefmutter, der Kaiserin Maria Ludovika. Eine Hochzeit war jedoch von Anfang an ausgeschlossen, da sie als Kaisertochter von ihrem Vater für Höheres bestimmt war.
Marie-Louise fügte sich in ihr Schicksal, sie betrachtete es als eine Art persönliches Opfer für das Haus Habsburg. Während die Unterschichten auf einen lang anhaltenden Frieden hofften, empfand der Adel die Heirat als nationale Demütigung. Dem Kaiser war jedoch klar, dass er es nicht riskieren konnte, Napoleon zurückzuweisen.
Das französische Volk stand ihr stets ablehnend gegenüber, erinnerte man sich doch noch an die Zeit, als man Napoleons erste Gattin, Joséphine, als Glücksbringer des Kaiserreiches betrachtet hatte. Als mit Marie-Louise auch die kleineren militärischen Niederlagen Einzug hielten, war die Meinung des Volkes beschlossen. Daran konnte auch die Geburt eines Erben nichts ändern. Als Napoleon während seines Russlandfeldzuges Marie-Louise mit der Aushebung der immer jünger werdenden Soldaten beauftragte, wurden diese als les Marie-Louise bezeichnet und die Ablehnung des Volkes erreichte ihr gegenüber einen neuen Höhepunkt. Auch aus Sicht des direkten Umfelds Napoleons hielt Marie-Louise dem Vergleich mit Joséphine nicht stand, hatte sich diese doch immer durch ihren Charme, ihre Hilfsbereitschaft und Anmut ausgezeichnet, während Marie-Louises Zurückhaltung als Arroganz ausgelegt wurde und diese auch noch den Fehler machte, ihre Unsicherheit durch übertrieben herrisches Verhalten kaschieren zu wollen.
Aus dieser Verbindung ging 1811 der von Napoleon ersehnte Thronfolger hervor: Napoléon François Charles Joseph Bonaparte, genannt Napoleon II. Napoleon, der sich während seiner ersten Ehe nicht gerade durch Monogamie ausgezeichnet hatte, hielt ihr jedenfalls offiziell die Treue bis zu seinem Tod, denn so lange waren sie auf dem Papier verheiratet.
Nach der Abdankung Napoleons 1814 floh Marie-Louise zunächst mit ihrem Sohn über Blois nach Wien, wo sie von der Bevölkerung mit großem Jubel empfangen wurde. Am 21. Mai 1814 gelangte sie nach Schönbrunn; dieses wurde ihr als Aufenthaltsort zugewiesen. Von ihrer Stiefmutter wurde sie erleichtert empfangen, mit dem Stiefenkel, dem kleinen Napoleon Franz, konnte Maria Ludovika aber nur wenig anfangen. Zwar empfand sie ihn als auffallend hübsch, jedoch erinnerte sie sein Anblick immer an seinen allzu verhassten Vater. Hätte sie zu entscheiden gehabt, hätte das Kind, um keinerlei politische Probleme heraufzubeschwören, später Priester werden sollen.

### Zweite Ehe mit Adam Albert von Neipperg
Auf dem Wiener Kongress 1814/15 wurden ihr die Herzogtümer Parma und Piacenza sowie Guastalla zugesprochen. Dabei wurden ihre Interessen vom Grafen Adam Albert von Neipperg (1775–1829) vertreten, mit dem sie in Parma zusammenlebte, obwohl sie noch Gattin Napoleons war. Mit Neipperg hatte sie auch mehrere Kinder, von denen zwei das Erwachsenenalter erreichten: die 1817 geborene Albertine sowie der 1819 geborene Wilhelm Albrecht. Ihre Kinder gab sie gleich nach der Geburt einem Arzt namens Rossi in Obhut, und auch um ihren Erstgeborenen, den Sohn Napoleons, kümmerte sie sich nicht mehr. Erst nach dem Tode Napoleons wurde ihre Verbindung mit Neipperg 1821 durch eine Morganatische Ehe legitimiert. 
Die Kinder aus dieser Verbindung erhielten den Namen Montenuovo und wurden später zu Fürsten erhoben, wobei Montenuovo die italienische Entsprechung zu Neuberg ist, der möglichen Namensherkunft der Grafen von Neipperg.

### Dritte Ehe mit Charles-René de Bombelles
Ihre dritte Ehe schloss sie 1834 als 43-Jährige mit dem Grafen Charles-René de Bombelles (1785–1856), Obersthofmeister und Minister am Hof von Parma. In dieser Ehe entwickelte sie sich bis zu ihrem Tod 1847 zu einer echten Landesmutter.

### Tod und Bestattung

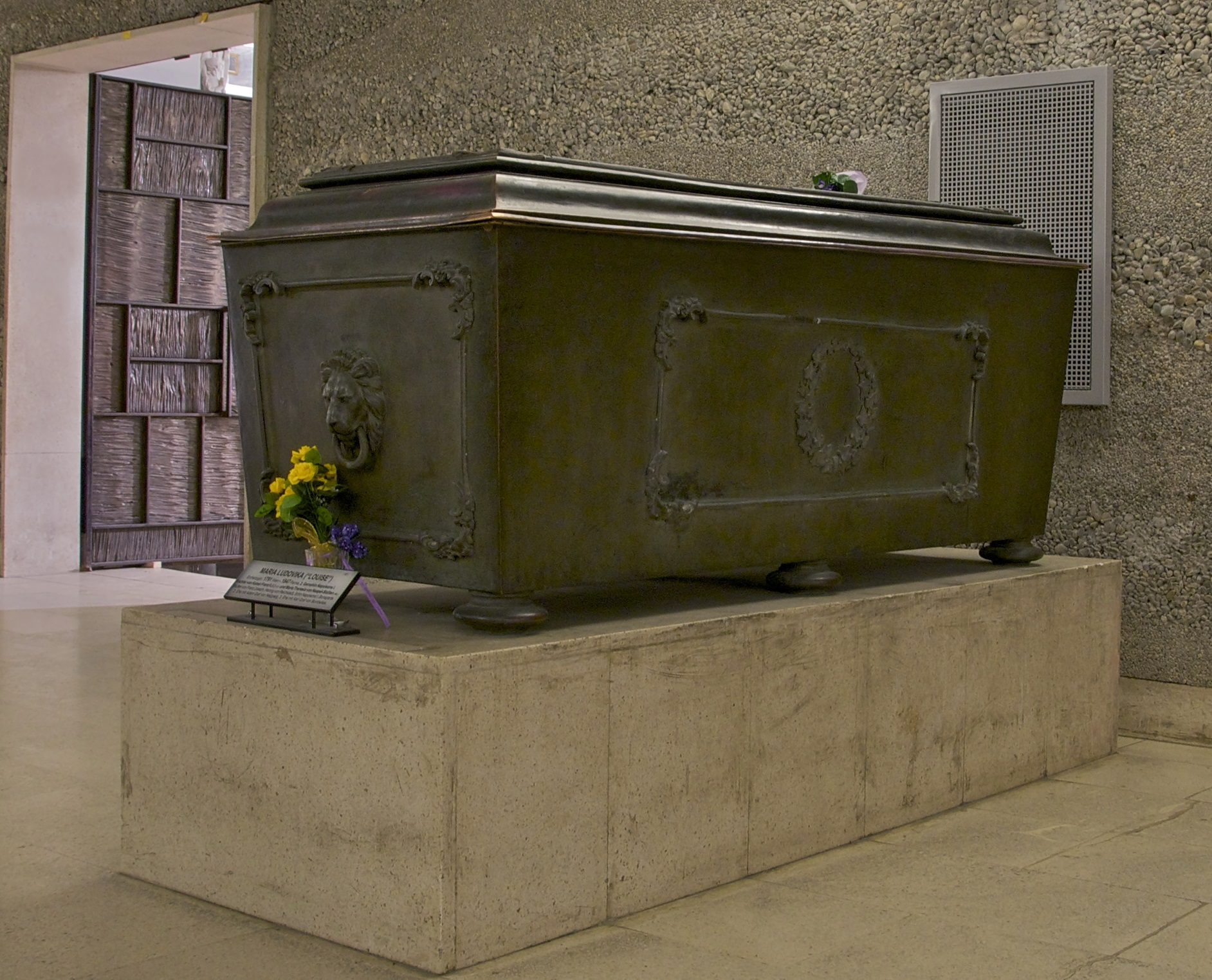
Kupfersarkophag Marie-Louises in der Kapuzinergruft

Im Dezember 1847 starb sie in Parma an einer Brustfellentzündung. Sie verabschiedete sich von ihren Untertanen und dem Staatsrat mit den Worten „Addio, amici miei“ („Lebt wohl, meine Freunde“). Nach dem Tod Marie-Louises erfolgte die Leichenkonservierung. Nach der Entfernung von Herz, Gehirn und Innereien wurde eine Lösung aus einem Kilogramm Arsenik und zehn Litern Alkohol durch die Halsschlagader eingeleitet. Der Leichnam wurde dann sechs Tage im Palazzo Ducale in Parma auf einem Schaubett aufgebahrt. Schließlich wurde die Tote in einen mit violettem Samt ausgeschlagenen Holzsarg gelegt, der in einen bleiernen und einen hölzernen Übersarg verschlossen wurde, und nach Österreich überführt. Marie-Louise wurde, wie viele ihrer Verwandten aus dem Hause Habsburg, in der Kaisergruft in Wien beigesetzt.

## Vorfahren
|  |                                                |  |  |  |  |  |  |  |  |  |  |  |  |
|  | Kaiser Franz I. Stephan (1708–1765)            |  |  |  |  |  |  |  |  |  |  |  |  |
|  |                                                |  |  |  |  |  |  |  |  |  |  |  |  |
|  |                                                |  |  |  |  |  |  |  |  |  |  |  |  |
|  | Kaiser Leopold II. (1747–1792)                 |  |  |  |  |  |  |  |  |  |  |  |  |
|  |                                                |  |  |  |  |  |  |  |  |  |  |  |  |
|  |                                                |  |  |  |  |  |  |  |  |  |  |  |  |
|  | Kaiserin Maria Theresia (1717–1780)            |  |  |  |  |  |  |  |  |  |  |  |  |
|  |                                                |  |  |  |  |  |  |  |  |  |  |  |  |
|  |                                                |  |  |  |  |  |  |  |  |  |  |  |  |
|  | Kaiser Franz II. (1768–1835)                   |  |  |  |  |  |  |  |  |  |  |  |  |
|  |                                                |  |  |  |  |  |  |  |  |  |  |  |  |
|  |                                                |  |  |  |  |  |  |  |  |  |  |  |  |
|  | Karl III. König von Spanien (1716–1788)        |  |  |  |  |  |  |  |  |  |  |  |  |
|  |                                                |  |  |  |  |  |  |  |  |  |  |  |  |
|  |                                                |  |  |  |  |  |  |  |  |  |  |  |  |
|  | Maria Ludovica von Spanien (1745–1792)         |  |  |  |  |  |  |  |  |  |  |  |  |
|  |                                                |  |  |  |  |  |  |  |  |  |  |  |  |
|  |                                                |  |  |  |  |  |  |  |  |  |  |  |  |
|  | Maria Amalia von Sachsen (1724–1760)           |  |  |  |  |  |  |  |  |  |  |  |  |
|  |                                                |  |  |  |  |  |  |  |  |  |  |  |  |
|  |                                                |  |  |  |  |  |  |  |  |  |  |  |  |
|  | Marie-Louise von Österreich (1791–1847)        |  |  |  |  |  |  |  |  |  |  |  |  |
|  |                                                |  |  |  |  |  |  |  |  |  |  |  |  |
|  |                                                |  |  |  |  |  |  |  |  |  |  |  |  |
|  | Karl III. König von Spanien (1716–1788)        |  |  |  |  |  |  |  |  |  |  |  |  |
|  |                                                |  |  |  |  |  |  |  |  |  |  |  |  |
|  |                                                |  |  |  |  |  |  |  |  |  |  |  |  |
|  | Ferdinand I. von Sizilien (1751–1825)          |  |  |  |  |  |  |  |  |  |  |  |  |
|  |                                                |  |  |  |  |  |  |  |  |  |  |  |  |
|  |                                                |  |  |  |  |  |  |  |  |  |  |  |  |
|  | Maria Amalia von Sachsen (1724–1760)           |  |  |  |  |  |  |  |  |  |  |  |  |
|  |                                                |  |  |  |  |  |  |  |  |  |  |  |  |
|  |                                                |  |  |  |  |  |  |  |  |  |  |  |  |
|  | Maria Theresia von Neapel-Sizilien (1772–1807) |  |  |  |  |  |  |  |  |  |  |  |  |
|  |                                                |  |  |  |  |  |  |  |  |  |  |  |  |
|  |                                                |  |  |  |  |  |  |  |  |  |  |  |  |
|  | Kaiser Franz I. Stephan (1708–1765)            |  |  |  |  |  |  |  |  |  |  |  |  |
|  |                                                |  |  |  |  |  |  |  |  |  |  |  |  |
|  |                                                |  |  |  |  |  |  |  |  |  |  |  |  |
|  | Maria Karolina von Österreich (1752–1815)      |  |  |  |  |  |  |  |  |  |  |  |  |
|  |                                                |  |  |  |  |  |  |  |  |  |  |  |  |
|  |                                                |  |  |  |  |  |  |  |  |  |  |  |  |
|  | Kaiserin Maria Theresia (1717–1780)            |  |  |  |  |  |  |  |  |  |  |  |  |
|  |                                                |  |  |  |  |  |  |  |  |  |  |  |  |
|  |                                                |  |  |  |  |  |  |  |  |  |  |  |  |